# Pedro Aranaz y Vides
Pedro Aranaz y Vides (Tudela (Navarra), 2 de maig de 1740 - Conca, Castella, 24 de setembre de 1820) fou un prevere, músic i compositor navarrès.
Inicià els seus estudis de música com a infant de cor de la catedral de Saragossa, i durant vuit anys hi va ser deixeble del mestre Lluís Serra. Més endavant regí les capelles de música de Santo Domingo de la Calzada (1763-1765), la Basílica del Pilar de Saragossa (1765-1768), de Zamora (1768-1769) i va guanyar la plaça de la catedral de Conca (1769-1820). Al seu mèrit de compositor, unia una gran instrucció literària. La Lira Sacro-hispana li publicà un ofertori a cinc veus sense acompanyament i un Laudate Dominum a sis veus amb dos cors, i violins, trompes i orgue. Va escriure un «Tractat de contrapunt i composició», en col·laboració amb el mestre Francisco José Olivares, del qual se'n conserven diverses còpies. El 1792 es publicaren a Madrid tres Misereres seus, a quatre i vuit veus; un Motet al Santíssim a quatre veus; una ària a la Mare de Déu dels Dolors; una Salve a cinc veus, i dos ofertoris de quaresma per a quatre veus.
Es conserven obres seves als fons musicals de l'església parroquial de Santa Eulàlia de Berga (BerSE), de la basílica de Santa Maria de Castelló d'Empúries (I) (CdE) i de la catedral de Tarragona (TarC).